# Woolsthorpe-by-Colsterworth
|  | ikke at forveksle med Woolsthorpe-by-Belvoir. |
Woolsthorpe-by-Colsterworth er en landsby i Lincolnshire i England, 170 km nord for London. Den er primært kendt som Isaac Newtons fødeby.